# Svinfellingar

Området Austurland (Östfjordarna), på Islands karta

Svinfellingar (Isländska Svínfellingar) var en  isländsk  hövdingaätt som hade sin storhetstid under 1200-talets början fram till Sturlungatiden. De dominerade Östfjordarna (Austurland) på Island och är beskrivna i Svínfellingasaga. Ättnamnet kommer från gården Svinafell (Svínafell), som var ättens hövdingasäte; dess maktbas låg i Öröfasveit (Öræfasveit).
Svinfellingarna tycks ha varit i mindre utsträckning inblandade i ättstrider, vilket kan förklaras med att de på östra sidan av Island bodde långt bort från maktcentrum.
Sigurd Ormsson bodde i Svinafell i slutet av 1200-talet, och hans brorson Jon Sigmundarson är också omnämnd. Hans söner var biskopen Brand Jonsson, Orm Jonsson Svinfelling vars son Sämund Ormsson blev gift med en dotter till Sturla Sighvatsson.